# 전서
전서(篆書)
는 한자 서체의 종류 중 하나다. 고문의 자체와 서풍이 정리된 것으로서 대전(大篆)·소전(小篆)의 2종이 있다. 대전은 주문(籒文)이라고도 불리고 주(周)의 사주(史籒)가 만들었다고도 전해진다. 소전은 대전의 체세(體勢)를 길게, 점획(点劃)을 방정하게 하여 서사(書寫)를 편리하게 한 것으로서 진시황제의 문자통일 때에 승상 이사(李斯)가 창시하였다고 전해진다.

## 대전
보편적으로 인식되는 대전은 주 선왕 때 체계화되고 수직적 규칙에 따라 가늘고 긴 글씨로 그려져 주문(籀文)이 되었다고 한다. 

## 소전
소전(小篆)은 진전(秦篆)이라고 불리며, 진시황(秦始皇)이 여섯 나라를 통일하고(기원전 221년) 전국에 공포시킨 공용 문자로 당시의 승상(丞相)인 이사(李斯)가 시황제에게 아뢰어 전국의 문자를 통일하게 하자 시황제는 그에게 그 작업을 주재하도록 명하였다. 한편으로 옛 여섯 나라의 옛 글과 각 지역에서 쓰이던 글자를 폐지하였으며, 다른 한편으로 진에서 통용되던 전문(籀文, 주 선왕이 태사 籀를 시켜서 만들게 한 것으로 대전의 일종으로 전해진다)을 기초로 간략화하여 진 왕조의 공용 문자로 삼았다. 이후 한 왕조와 당 왕조에 이르기까지 수백 년 동안 그대로 사용되었으며, 한 왕조 시대까지 민간에서는 예서(隶书)가 성행하였다. 이때에 이르러 소전은 더 이상 법정 문자로써의 지위를 가지지 못했다. 